# Lanškroun (zámek)
Lanškrounský zámek (německy Schloss Landskron) je kulturní památka v Lanškrouně. Nachází se na náměstí Aloise Jiráska čp. 1.

## Historie

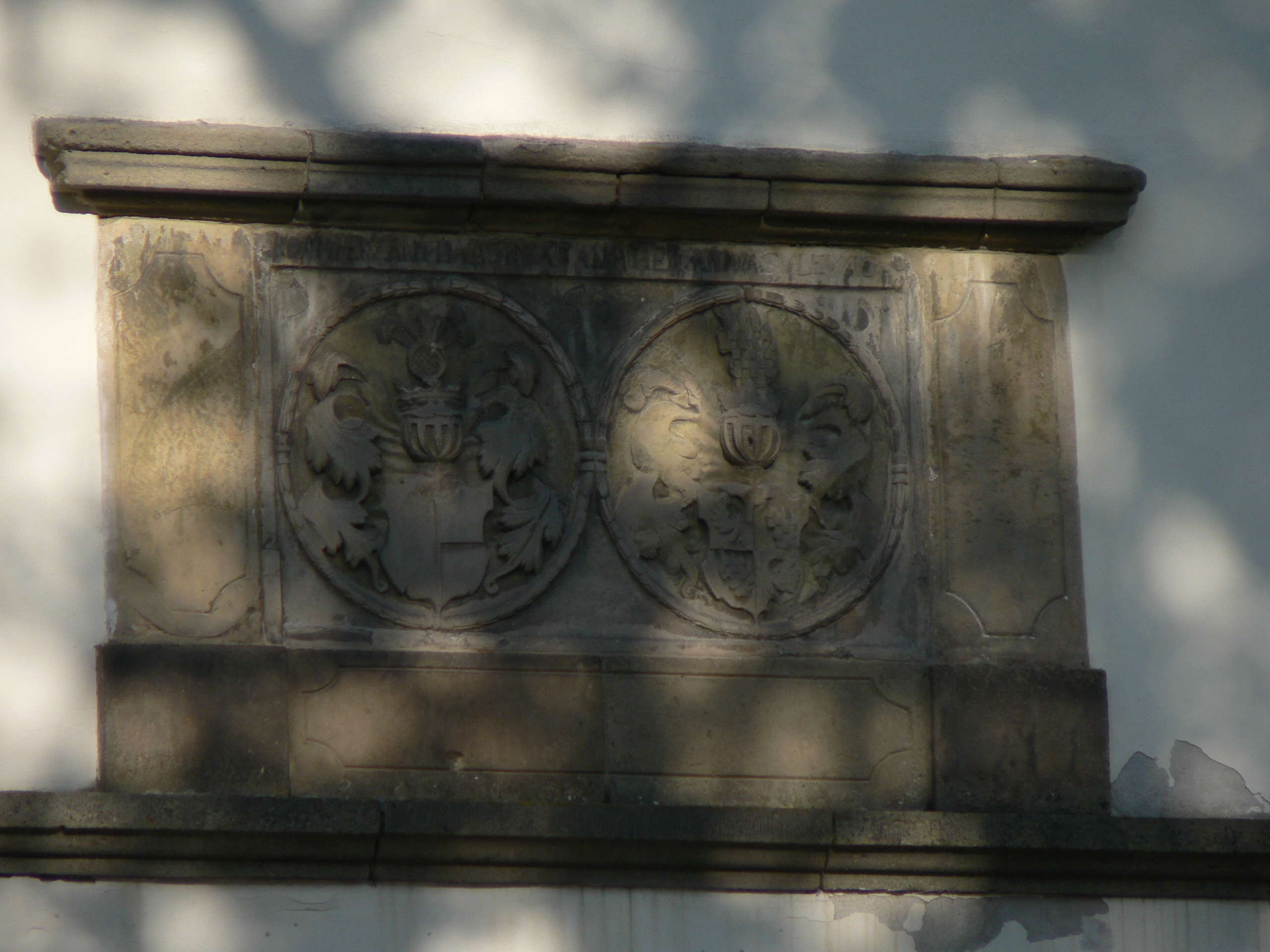
Erby nad vstupem do zámku

### Augustiniánský klášter
Litomyšlský biskup Petr Jelito založil v roce 1371 v Lanškrouně augustiniánský klášter. Ten původně stával před městskými hradbami v místě dnešního kostela svaté Máří Magdaleny a přilehlého parčíku. Avšak už v roce 1393 se začalo se stavbou nového konventu ve středu města k farnímu kostelu svatého Václava (tehdy Panny Marie).
Klášter tehdy zabíral téměř celé dnešní Jiráskovo náměstí. Na severní stěnu kvadratury navazoval kostel, do vnitřního nádvoří se křídla klášterní budovy otvírala gotickou křížovou chodbou. Ve východním křídle kláštera (dnes západní křídlo zámku) se nacházela goticky zaklenutá kapitulní síň s vystupujícím polygonálním presbyteriem kaple ze zbytku stavby (presbyterium se nezachovalo). Hlavní vchod byl pravděpodobně v již zcela zaniklém západním křídle. V tomto stavu však klášter nestál dlouho. Po dobytí Litomyšle se husitská vojska roku 1421 přiblížila k Lanškrounu, augustiniánští mniši uprchli do Olomouce a samotná budova při útoku zřejmě shořela. Poté 11 let Lanškrounu střídavě vládli husitští hejtmané.

### Přestavba na zámek
V roce 1432 Lanškroun získal Vilém Kostka z Postupic. Jeho syn Zdeněk Kostka v roce 1451 znovu obnovil lanšpersko-lanškrounské panství. Po Zdeňkově smrti († 1468) převzal panství jeho bratr Jan, po něm jeho synové Jan II. a Bohuš, posledními držiteli Lanškrouna z tohoto rodu byly od roku 1505 Bohušovy dcery Anna a Markéta. Ve druhé polovině 15. století za Kostků z Postupic bylo východní křídlo zbořeného kláštera augustiniánů s kapitulní síní a částí křížové chodby upraveno pro občasný pobyt majitelů a pravděpodobně i jako sídlo správního úředníka, pravděpodobně v té době byl také vybourán presbytář kapitulní síně. K roku 1507 byla stavba připomínána jako zámek a ve stejném roce přešlo sňatkem Markéty Kostkové s Vojtěchem z Pernštejna lanšpersko-lanškrounské panství do majetku rodu Pernštejnů.
Nejdříve zde vládl sám Vojtěch, po jeho smrti v roce 1534 jeho bratr Jan z Pernštejna, který byl nucen pro dluhy prodat v roce 1544 téměř celé panství Petrovi Bohdaneckému z Hodkova. Ponechal si pouze Lanškroun s 12 vesnicemi, příliš dlouho mu však ani to nepatřilo. Zámek se v té době stal správním centrem zbytku panství. V letech 1548–1561 Lanškrounsko zástavně patřilo Boskovickým, v roce 1561 bylo synem Jana z Pernštejna – Vratislavem vyplaceno a za tři roky opět spojeno s Lanšperkem. Sídlem državy se však již definitivně stal lanškrounský zámek, využívaný při občasných návštěvách vrchnosti. V roce 1588 panství se zámkem opět měnilo majitele, Vratislavův syn Jan z Pernštejna ho prodal Adamu Hrzánu z Harasova.

### Renesanční přestavba
Při koupi je zámek popisován jako zčásti kamenná, zčásti dřevěná stavba s mnoha pokoji, při zámku stála štěpnice a poblíž dvůr. Za nového majitele se zámek velmi změnil. Sloužil nejenom jako sídlo správy, ale i poprvé jako sídlo majitele. Proto Adam Hrzán přistoupil k renesanční přestavbě. Západní jednopatrové křídlo bylo opraveno, byl zřízen i vstupní portál a průjezd do nevelkého dvora za zámkem. Zcela nově se vybudovalo jižní křídlo, které mělo již čistě renesanční ráz. V té době se obě křídla výškou i zastřešením lišila. Zděné hospodářské stavby, které byly postaveny ze starších klášterních budov, spolu s nově založenou zahradou utvořily první zámecké nádvoří, oddělující zámek od ostatní městské zástavby. Celý tento prostor byl uzavřen zdí a vstup byl v místě dnešní Školní ulice. Hrzánovskou přestavbu připomíná především vstupní portál s letopočtem dokončení stavby 1601 a s erbem Adama Hrzána a jeho manželky Anny ze Sulevic. Z této doby pocházejí i zachovalá renesanční dveřní ostění.
Adam Hrzán zemřel roku 1619, o rok později si panství rozdělili jeho 3 synové a Lanškroun s 12 vesnicemi připadl Vilémovi. Rok po jeho smrti se stal pánem Lanškrouna jeho bratr Zdeslav, avšak už roku 1622 ho kvůli sporům s měšťany prodal Karlovi z Lichtenštejna (1569-1627). Po smrti svého otce o 5 let později državu převzal Karel Eusebius (1611-1684), za něhož Lanškrounsko poznalo hrůzy třicetileté války. První obléhání v roce 1639 bylo neúspěšné, v roce 1643 se už Švédům město podařilo dobýt. Oba útoky město se zámkem velmi poškodily. Dílo zkázy dokonal velký požár v r. 1645, který velmi poničil zámek i s kostelem. Obnova zámku s chrámem začala v 50. letech 17. století. Zámek byl dokončen až v roce 1716. Při těchto opravách byly odstraněny rozdíly mezi západním a jižním křídlem, ke konci jižního křídla byla přistavěna nová jednopatrová budova, vybudovány byly přízemní hospodářské budovy, bývalé západní křídlo klášterní budovy bylo barokně přestavěno. Nástupce Karla Eusebia († 1684), Jan Adam Ondřej z Lichtenštejna (1657–1712) chtěl opět v Lanškrouně sídlit, ale lanškrounský zámek mu již nevyhovoval. Započal s nešťastnou stavbou Nového zámku u Rudoltic.

### Novodobé dějiny
Posledním feudálním majitelem města byl Alois I. z Lichtenštejna (1759–1805). V roce 1858 kníže postoupil hospodářské budovy na prvním nádvoří městu. Většina budov i zeď uzavírající první nádvoří byly po roce 1858 zbořeny a zbývající areál upraven jako druhé městské náměstí (dnešní Jiráskovo náměstí). Interiéry zámku sloužily až do počátku 20. století jako kanceláře správy lanškrounského lichtenštejnského velkostatku.
V roce 1928 od Jana II. z Lichtenštejna (1840–1929) díky pozemkové reformě zámek získalo město Lanškroun, kterému objekt náleží dodnes. V roce 1934 byl v části zámku instalován archiv a sbírky městského muzea, které byly v roce 1951 zpřístupněny veřejnosti. V roce 1940 archeologové ze slezské Vratislavi provedli stavebně – archeologický výzkum zámku a okolí s odkrytím gotických pozůstatků kláštera. V letech 1958–1971 se uskutečnila generální oprava západního zámeckého křídla, v bývalé kapitulní síni byla zřízena obřadní síň, rozsáhlý interiér prvního patra slouží jako výstavní a koncertní místnosti. Rekonstrukce jižního křídla skončila v roce 1992. Budovy na nádvoří, především tzv. „Konírna“, byly také zrestaurovány. Od dubna do července 2002 proběhla úplná rekonstrukce Jiráskova náměstí. Ve stavebním plánu se počítalo s barevným odlišením dlažebních kostek na místě, kde kdysi dávno mniši augustiniáni chodili křížovou chodbou. V prostorách zámku momentálně sídlí kulturní centrum města.

## Stavební podoba
Zámek stojí na Jiráskově náměstí. Samotná stavba je dvoukřídlá jednopatrová budova krytá nízkou valbovou střechou. Zámek má hladkou bílou fasádu, v níž jsou zvýrazněny gotické a renesanční stavební prvky. Mezi tyto zachované pozůstatky patří renesanční vstupní portál (s erby Hrzánů a rodu ze Sulevic) a gotické oblouky klášterních původních nádvorních arkád, obojí v hlavním západním křídle. Na jižní křídlo je z východu přistavěn jednopatrový přístavek. V tomto křídle se zachovala pouze renesanční ostění. Z interiéru jsou nejdůležitější dvě zachovalé místnosti v přízemí hlavního křídla s lomenými oblouky: bývalá kapitulní síň přiléhá na jižní stranu kostelního presbytáře, nyní je sklenuta dvěma poli křížové žebrové klenby a dvěma poli klenby křížové žebrové obkročné, druhá místnost přiléhá na bývalou kapitulní síň. Její klenby tvoří dvě pole křížové klenby. Některé pokoje v prvních patrech obou křídel mají strop s valenou klenbou a výsečemi, ostatní jsou plochostropé. K zámku ještě patří dvojí brána z Jiráskova náměstí a bývalé hospodářské budovy. Dlouhá úzká bývalá místnost konírny je využívána jako výstavní prostor. Na obou koncích na konírnu navazují nevelké úseky městské hradby, jediné nad zemí dochované zbytky opevnění města. Na severní stranu hlavního křídla navazuje farní barokně upravený kostel svatého Václava se zachovaným gotickým presbytářem. Mezi zdí z Jiráskova náměstí a přístavkem jižního křídla stojí mohutný buk, vysázený v 19. století, o něco menší topol a smrk, navíc ještě barokní sochy svatého Jana Nepomuckého a svatého Jana Sarkandera.